# Google Desktop
Google Desktop Search (GDS) je programski paket, ki deluje v okolju operacijskega sistema Microsoft Windows in v rahlo okrnjeni obliki tudi v okolju operacijskih sistemov Mac OS X in Linux. Namenjen je iskanju po datotekah, ki so shranjene na diskih uporabnikovega računalnika za razliko od spletne različice Googla, ki išče po svetovnem spletu. 
Po namestitvi programa uporabnik v svojih nastavitvah izbere vrste datotek, po katerih dovoli indeksiranje in iskanje - Microsoft Office (Microsoft Word, Microsoft Excel, itd.), datoteke iz družine Open Office, vsebino PDF in večpredstavnostnih datotek, dodatno lahko dovoli tudi indeksiranje uporabnikove elektronske pošte in pogovorov iz različnih sistemov za takojšnje sporočanje kot so Google Talk, MSN Messenger, Skype, Tencent QQ ter nekaterih ostalih vrst datotek. Novejše verzije GDS vsebujejo še pripomočke (angl. gadget) in vtičnike (angl. plug-in), katerih vsebina se prav tako lahko indeksira. Obstajajo pa tudi pripomočki, ki prikazujejo, katere spletne strani (glej zaslonsko sliko desno) si je uporabnik nazadnje ogledal.
Google je aplikacijo zasnoval z namenom izboljšanja funkcionalnosti iskanja, kot neposredno konkurenco tej funkciji v operacijskih sistemih MS Windows. Zaradi Microsoftovih izboljšav, pa tudi zaradi trenda selitve programskih storitev na splet oz. vedno večje priljubljenosti računalništva v oblaku je Google septembra 2011 ukinil razvoj Google Desktop.

## Delovanje
Po namestitvi program začne pregledovati uporabnikov računalnik ter izdelovati indeksno datoteko v katero shranjuje »posnetke« vsebine vseh predhodno izbranih vrst datotek in ki je namenjena naknadnemu hitremu iskanju po indeksirani vsebini datotek.
Zadetki iz indeksa se nato prikazujejo poleg zadetkov iz svetovnega spleta, če se uporabnik na spletni strani iskalnika Google predhodno prijavi pod uporabniškim imenom, ki je enak kot za uporabo googlove spletne poštne storitve gmail.
Google Desktop se lahko prikazuje kot stranska, namizna ali plavajoča namizna vrstica. 

## Verzije GDS
- Prva verzija Google Desktop Search je bila na voljo 14. oktobra 2004, vsebovala je le vnosno polje za iskanje po datotekah na uporabnikovem računalniku.[2]
- Druga verzija (21. avgust 2005) je prinesla poleg iskanega polja še stransko vrstico.[3]
- Tretja verzija (9. februar 2006) je kot novost omogočila uporabniku, da je v istem indeksu lahko iskal po datotekah iz več računalnikov, recimo iz službenega in domačega, ne glede na to na katerem je trenutno delal, če je le bil pri delu z obema prijavljen pod istim uporabniškim imenom na Googlovi spletni strani.[4]
- Četrta verzija (27. junij 2006) je prinesla stransko vrstico s pripomočki in vtičniki.[5]
- GDS 4.5 14. november 2006) je dodala prosojnost in plavajoče pripomočke, kakršne je v svoji stranski vrstici uvedel Microsoft kot sestavni del operacijskega sistema šele z Windows Vista.
- Peta verzija (6. marec 2007).

## Pripomočki in vtičniki
Pripomočki in vtičniki za namizje so interaktivne mini-aplikacije, s katerimi kjerkoli na namizju prikazujemo uro (glej zaslonsko sliko stranske vrstice GDS verzije 5 zgoraj) in koledar, vreme, seznam opravkov, elektronske pošte, seznam nazadnje odprtih datotek in spletnih strani, ter ostale vsebine. Nekateri pripomočki so sestavni del namestitvenega paketa programa Google Desktop, ostale pa si lahko uporabnik naloži naknadno iz galerije vseh pripomočkov, v katerega podjetje Google po lastni presoji vključuje tudi nekatere, ki jih izdelajo uporabniki sami in podjetja, ki niso povezana z Googlom.